# Матео Лукарели
Матео Лукарели (на италиански: Matteo Lucarelli) е италиански футболист, който играе на поста централен защитник.

## Кариера
Лукарели е юноша на Парма и Интер.
На 1 февруари 2022 г. Матео става част от отбора на Царско село. Дебютира на 25 февруари при загубата с 1:0 като гост на Локомотив (Пловдив).

## Семейство
Матео е син на бившия футболист на Парма Алесандро Лукарели и племенник на треньора и бивш футболист Кристиано Лукарели.